# Eindringverfahren

Ablauf
1 säubern
2 Farbe auftragen und eindringen lassen
3 oberflächliche Reinigung
4 Entwickler auftragen

Das Eindringverfahren ist ein Verfahren zur zerstörungsfreien Werkstoffprüfung. Es wird angewandt zur Anzeige von oberflächennahen Fehlern, wie Poren, Risse, Bindefehler, Überlappungen und Falten, die zur Oberfläche hin offen sind. Das Verfahren ist nach EN 571 sowie EN ISO 3452 genormt.

## Verfahren
Nach der Reinigung der Oberfläche wird das Eindringmittel, eine streng genannte Flüssigkeit, auf die zu prüfende Stelle aufgebracht. Diese Flüssigkeit dringt in vorhandene Risse oder Poren ein. Nach einiger Zeit wird das Eindringmittel von der Oberfläche gespült. Dies geschieht mit Wasser oder mit einem kohlenwasserstoffbasierten Reiniger unter Zuhilfenahme fusselfreier Tücher.
In eventuell vorhandenen Rissen bleibt das Eindringmittel zurück. Trägt man nun den Entwickler auf, werden die Reste des stark kontrastierend gefärbten Eindringmittels mit der Zeit an der Oberfläche sichtbar. Wenn der Entwickler trocknet, zieht er als Pulver im getrockneten Zustand die Farbe an. Der Entwickler kann eine Flüssigkeit sein, die aufgepinselt wird oder mit Sprühdosen oder Lackierpistolen aufgesprüht wird. Diese Flüssigkeit kann wasser- oder lösemittelbasiert sein. Bei einem Entwickler auf Wasserbasis muss das Bauteil in einem Ofen getrocknet werden, oder er wird direkt in Pulverform aufgetragen oder mittels elektrostatischer Aufladung aufgestäubt. Letzteres geschieht in geschlossenen Kammern und erhöht die Genauigkeit, da kein Lösungsmittel notwendig ist, das die Anzeigen verwaschen kann.
Teilweise erfolgt die Betrachtung des Werkstücks auch unter UV-Licht, was die Anzeigeempfindlichkeit erhöht. Das Verfahren ist für eine Reihe von Werkstoffen und Werkstücken verwendbar. Eine Magnetisierbarkeit des Prüflings ist nicht nötig.

### Produktfamilien für Eindringprüfsysteme, Auszug DIN EN ISO 3452-2
Das verwendete Verfahren ist abhängig von den gewünschten Anforderungen an die Empfindlichkeit zur Auffindung von Anzeigen sowie an den Umweltschutz und die Arbeitssicherheit. Ebenso spielt die Quantität der Prüfstücke eine Rolle.
| Eindringprüfmittel | Eindringprüfmittel                                                                        | Zwischenreiniger | Zwischenreiniger                                                                                          | Entwickler | Entwickler                                                               |
| ------------------ | ----------------------------------------------------------------------------------------- | ---------------- | --- | ---------- | ------------------------------------------------------------------------ |
| Typ                | Benennung                                                                                 | Verfahren        | Benennung                                                                                                 | Art        | Benennung                                                                |
| I                  | Fluoreszierende Eindring Prüfmittel                                                       | A                | Wasser | a          | Trockenentwickler                                                        |
| II                 | Farbeindringprüfmittel                                                                    | B                | Lipophiler Emulgator                                                                                      | b          | Nassentwickler auf Wasserbasis, wasserlöslich                            |
| II                 | Farbeindringprüfmittel                                                                    | B                | Lipophiler Emulgator                                                                                      | c          | Nassentwickler auf Wasserbasis, Suspension                               |
| III                | Eindringprüfmittel für zwei Anwendungsmöglichkeiten (Fluoreszierende Farbeindringprüfung) | C                | Lösemittel (flüssig) – Klasse 1 Halogenhaltig – Klasse 2 nicht Halogenhaltig – Klasse 3 für Spezialzwecke | d          | Nassentwickler auf Lösemittelbasis (Bei Typ I nichtwässrig)              |
|                    |                                                                                           | D                | Hydrophiler Emulgator                                                                                     | e          | Nassentwickler auf Lösemittelbasis (Bei Typ II und Typ III nichtwässrig) |
|                    |                                                                                           | E                | Wasser und Lösemittel entfernbar                                                                          | f          | für Spezialzwecke z. B. abziehbarer Entwickler                           |

Das mit Abstand am häufigsten eingesetzte Verfahren ist (II)III E e. Es eignet sich für fast alle Anwendungsbereiche und bildet den geringsten Prüfumfang. Daher wird es für Außeneinsätze und schnelle Einzelprüfungen eingesetzt. Ebenso ist den meisten am Markt erhältlichen Eindringprüfmitteln eine UV aktive bzw. fluoreszierende Substanz beigemischt. Bei bestimmten Eindringverfahren muss beim Abwaschen des Eindringmittels nachemulgiert werden, um das ölhaltige Eindringmittel zu lösen. In modernen Eindringmitteln ist der Emulgator in der Regel beigemischt. Der gesamte Anwendungsbereich mit allen Spezialvarianten liegt zwischen −10 °C und 250 °C, der Allgemeine zwischen 10 °C und 50 °C.
Die Lagerung und der Transport der Prüfmittel unterliegt der Gefahrstoffverordnung bzw. den entsprechenden Vorschriften  der GGVS/ADR.

## Anwendung
Das Eindringverfahren wird vornehmlich bei metallischen Werkstoffen eingesetzt, kann jedoch bei allen nicht porösen Werkstoffen eingesetzt werden. Es ist mit geringem Aufwand selbst unter Baustellenbedingungen einsetzbar. Unter Einwirkung von Fett oder Graphit kann es zu Beeinträchtigungen der Ergebnisse kommen, da sich der Riss zusetzt. Der zu prüfende Bereich muss grundsätzlich frei von Rost, Zunder und jeglichen Beschichtungen wie Lacken oder Fetten und Ölen sein.